# Giuseppe Bartolomeo Menocchio
Giuseppe Bartolomeo Menocchio OESA (auch Giuseppe Bartolomeo Menochio; * 19. März 1741 in Carmagnola, Piemont; † 25. März 1823 in Rom) war ein italienischer Kurienbischof der Römischen Kirche.

## Leben
Er war ein Sohn des Apothekers Michele Antonio Menochio und dessen Ehefrau Maria Maddalena Dondona de Pinerolo. Drei seiner sechs Brüder wurden ebenfalls Priester. Nach dem Schulbesuch in seiner Geburtsstadt trat er am 2. April 1760 in Fermo als 19-Jähriger in das Noviziat der Augustiner ein. Ein Jahr später, am 3. April 1761, legte er die Profess ab. Die Priesterweihe empfing er am 25. Februar 1763. Am 16. Januar 1774 zum Generalprediger des Ordens ernannt, ließ er sich in Foligno nieder und unternahm Predigtreisen durch ganz Italien.
Am 18. Dezember 1795 wurde er zum Koadjutorbischof des Bischofs von Reggio Emilia Francesco Maria D’Este berufen und zum Titularbischof von Hippo Diarrhytus ernannt. Die Bischofsweihe spendete ihm Bischof D’Este am 22. Mai 1796, während in Reggio bereits die Revolution herrschte; Mitkonsekratoren waren Bischof Paolo Giuseppe Castelli Piratini und Carlo Belloni, Bischof von Carpi.
Von Kardinal Albani, dem Dekan des Kardinalskollegiums, wurde er am 2. Januar 1800 nach dem Tod seines Vorgängers Francesco Saverio Cristiani OESA zum Pro-Sakristan Seiner Heiligkeit ernannt. Papst Pius VII. bestätigte diese Ernennung und übertrug ihm am 2. April 1800 das Titularbistum Porphyreon, zudem wurde Giuseppe Bartolomeo Menocchio Beichtvater des Papstes. Er begleitete den Papst vom 2. November 1804 bis zum 16. Mai 1805 auf dessen Reise nach Paris zur Kaiserkrönung Napoleons I.
Miollis verbot dem von ihm als « confesseur fanatique et thaumaturge » bezeichneten Menocchio, den gefangengenommenen Pius VII. ins Exil zu begleiten, so blieb Menocchio allein in seiner Wohnung im Quirinalspalast zurück, ohne einen Eid abzulegen. Zu Beginn der Restauration wurde Menocchio in seine Ämter wiedereingesetzt und begleitete Pius VII. im Frühjahr 1815 auf dessen Reise nach Genua. Er leistete seinen Beitrag zur Wiederherstellung des Augustinerordens.
Giuseppe Bartolomeo Menocchio starb 1823 in Rom und wurde in der Kirche Sant’Agostino in Campo Marzio beigesetzt.

## Nachwirken
Von 1845 bis 1852 wurde seine Seligsprechung betrieben, doch wurde der Prozess 1905 abgebrochen.
Seine Aufzeichnungen und Briefe sind in einer Quellenedition erschienen: D. Trapp, G. L. Masetti Zannini: Giuseppe Bartolomeo Menochio O.S.A., prefetto del Sacrario apostolico, confessore di Pio VII, 1741–1823. Diari e lettere. 6 Bände, Rom 1968.